# Dalechampia burchellii
Dalechampia burchellii är en törelväxtart som beskrevs av Johannes Müller Argoviensis. Dalechampia burchellii ingår i släktet Dalechampia och familjen törelväxter. Inga underarter finns listade i Catalogue of Life.